# Dyskografia Elvisa Presleya
Dyskografia zawiera utwory wydane zarówno za życia Elvisa Presleya, jak i po jego śmierci.

## Single
| Rok wydania | Numer katalogowy               | Zawarte utwory                                                                       |
| 1954        | (SUN 209(78/45))               | That’s All Right (Mama) / Blue Moon Of Kentucky                                      |
| 1954        | (SUN 210(78/45))               | Good Rockin’ Tonight / I Don’t Care if the Sun Don’t Shine                           |
| 1955        | (SUN 215(78/45))               | Milkcow Blues Boogie / You're A Heartbreaker                                         |
| 1955        | (SUN 217(78/45))               | Baby Let’s Play House / I’m Left You're Right She’s Gone                             |
| 1955        | (SUN 223 78/45))               | Mystery Train / I Forgot To Remember To Forget                                       |
| 1955        | (RCA 47-6357(45) 20-6357(78))  | Mystery Train / I Forgot To Remember To Forget                                       |
| 1955        | (RCA 47-6380(45) 20-6380(78))  | That’s All Right (Mama) / Blue Moon Of Kentucky                                      |
| 1955        | (RCA 47-6381(45) 20-6381(78))  | I Don’t Care if the Sun Don’t Shine / Good Rockin’ Tonight                           |
| 1955        | (RCA 47-6382(45) 20-6382(78))  | Milkcow Blues Boogie / You're A Heartbreaker                                         |
| 1955        | (RCA 47-6383(45) 20-6383(78))  | Baby Let’s Play House / I’m Left You're Right She’s Gone                             |
| 1956        | (RCA 47-6420(45) 20-6420(78))  | Heartbreak Hotel / I Was The One                                                     |
| 1956        | (RCA 47-6540(45) 20-6540(78))  | I Want You I Need You I Love You / My Baby Left Me                                   |
| 1956        | (RCA 47-6604(45) 20-6604(78))  | Hound Dog / Don’t Be Cruel                                                           |
| 1956        | (RCA 47-6636(45) 20-6636(78))  | Blue Suede Shoes / Tutti Frutti                                                      |
| 1956        | (RCA 47-6637(45) 20-6637(78))  | I Got a Woman / I’m Counting On You                                                  |
| 1956        | (RCA 47-6638(45) 20-6638(78))  | I’ll Never Let You Go (Little Darlin') / I’m Gonna Sit Right Down And Cry (Over You) |
| 1956        | (RCA 47-6639(45) 20-6639(78))  | Tryin’ To Get To You / I Love You Because                                            |
| 1956        | (RCA 47-6640(45) 20-6640(78))  | Blue Moon / Just Because                                                             |
| 1956        | (RCA 47-6641(45) 20-6641(78))  | Money Honey / One Sided Love Affair                                                  |
| 1956        | (RCA 47-6642(45) 20-6642(78))  | Lawdy Miss Clawdy / Shake Rattle And Roll                                            |
| 1956        | (RCA 47-6643(45) 20-6643(78))  | Love Me Tender / Any Way You Want Me                                                 |
| 1957        | (RCA 47-6800(45) 20-6800(78))  | Playing For Keeps / Too Much                                                         |
| 1957        | (RCA 47-6870(45) 20-6870(78))  | All Shook Up / That’s When Your Heartaches Begin                                     |
| 1957        | (RCA 47-7000(45) 20-7000(78))  | Teddy Bear / Loving You                                                              |
| 1957        | (RCA 47-7035(45) 20-7035(78))  | Jailhouse Rock / Treat Me Nice                                                       |
| 1958        | (RCA 47-7150(45) 20-7150(78))  | Don't / I Beg Of You                                                                 |
| 1958        | (RCA 47-7240(45) 20-7240(78))  | Wear My Ring Around Your Neck / Doncha Think It’s Time                               |
| 1958        | (RCA 47-7280(45) 20-7280(78))  | Hard Headed Woman / Don’t Ask Me Why                                                 |
| 1958        | (RCA 47-7410(45) 20-7410(78))  | One Night / I Got Stung                                                              |
| 1959        | (RCA 47-7506)                  | I Need Your Love Tonight / Fool Such As I                                            |
| 1959        | (RCA 47-7600)                  | Big Hunk O' Love / My Wish Came True                                                 |
| 1960        | (RCA 47-7740 / Stereo 61-7740) | Stuck On You / Fame and Fortune                                                      |
| 1960        | (RCA 47-7777 / Stereo 61-7777) | It’s Now or Never / Mess Of Blues                                                    |
| 1960        | (RCA 47-7810 / Stereo 61-7810) | Are You Lonesome Tonight / I Gotta Know                                              |
| 1961        | (RCA 47-7850 / Stereo 61-7850) | Surrender / Lonely Man                                                               |
| 1961        | (RCA 47-7880)                  | I Feel So Bad / Wild In The Country                                                  |
| 1961        | (RCA 47-7908)                  | His Latest Flame / Little Sister                                                     |
| 1961        | (RCA 47-7968)                  | Can’t Help Falling in Love / Rock-A-Hula Baby                                        |
| 1962        | (RCA 47-7992)                  | Good Luck Charm / Anything That’s Part Of You                                        |
| 1962        | (RCA 47-8041)                  | She’s Not You / Just Tell Her Jim Said Hello                                         |
| 1962        | (RCA 47-8100)                  | Return To Sender / Where Do You Come From                                            |
| 1963        | (RCA 47-8134)                  | One Broken Heart For Sale / They Remind Me Too Much Of You                           |
| 1963        | (RCA 47-8188)                  | Devil In Disguise / Please Don't Drag That String Around                             |
| 1963        | (RCA 47-8243)                  | Bossa Nova Baby / Witchcraft                                                         |
| 1964        | (RCA 47-8307)                  | Kissin’ Cousins / It Hurts Me                                                        |
| 1964        | (RCA 447-0639)                 | Kiss Me Quick / Suspicion                                                            |
| 1964        | (RCA 47-8360)                  | What’d I Say/ Viva Las Vegas                                                         |
| 1964        | (RCA 47-8400)                  | Such A Night / Never Ending                                                          |
| 1964        | (RCA 47-8440)                  | Ain’t That Loving You Baby / Ask Me                                                  |
| 1964        | (RCA 447-0720)                 | Blue Christmas / Wooden Heart                                                        |
| 1965        | (RCA 47-8500)                  | Do The Clam / You'll Be Gone                                                         |
| 1965        | (RCA 447-0643)                 | Crying In The Chapel / I Believe In The Man In The Sky                               |
| 1965        | (RCA 47-8585)                  | Easy Question / It Feels So Right                                                    |
| 1965        | (RCA 47-8657)                  | I’m Yours / Long Lonely Highway                                                      |
| 1965        | (RCA 447-0650)                 | Puppet On A String / Wooden Heart                                                    |
| 1965        | (RCA 447-0647)                 | Blue Christmas / Santa Claus Is Back In Town                                         |
| 1966        | (RCA 47-8740)                  | Tell Me Why / Blue River                                                             |
| 1966        | (RCA 447-0651)                 | Joshua Fit The Battle / Known Only To Him                                            |
| 1966        | (RCA 447-0652)                 | Milky White Way / Swing Down Sweet Chariot                                           |
| 1966        | (RCA 47-8780)                  | Frankie and Johnny / Please Don’t Stop Loving Me                                     |
| 1966        | (RCA 47-8870)                  | Love Letters / Come What May                                                         |
| 1966        | (RCA 47-8941)                  | Spinout / All That I Am                                                              |
| 1966        | (RCA 47-8950)                  | If Every Day Was Like Christmas / How Would You Like To Be                           |
| 1967        | (RCA 47-9056)                  | Indescribably Blue / Fools Fall In Love                                              |
| 1967        | (RCA 47-9115)                  | Long Legged Girl (With The Short Dress On) / That’s Someone You Never Forget         |
| 1967        | (RCA 47-9287)                  | There’s Always Me / Judy                                                             |
| 1967        | (RCA 47-9341)                  | Big Boss Man / You Don’t Know Me                                                     |
| 1968        | (RCA 47-9425)                  | Guitar Man / High Heel Sneakers                                                      |
| 1968        | (RCA 47-9465)                  | US Male / Stay Away                                                                  |
| 1968        | (RCA 47-9600)                  | You’ll Never Walk Alone / We Call On Him                                             |
| 1968        | (RCA 47-9547)                  | Your Time Hasn't Come Yet Baby / Let Yourself Go                                     |
| 1968        | (RCA 47-9610)                  | Almost In Love / Little Less Conversation                                            |
| 1968        | (RCA 47-9670)                  | If I Can Dream / Edge Of Reality                                                     |
| 1969        | (RCA 47-9731)                  | Memories / Charro                                                                    |
| 1969        | (RCA 74-0130)                  | His Hand In Mine / How Great Thou Art                                                |
| 1969        | (RCA 47-9741)                  | In the Ghetto / Any Day Now                                                          |
| 1969        | (RCA 47-9747)                  | Clean Up Your Own Back Yard / Fair's Moving On                                       |
| 1969        | (RCA 47-9764)                  | Suspicious Minds / You'll Think Of Me                                                |
| 1969        | (RCA 47-9768)                  | Don’t Cry Daddy / Rubberneckin'                                                      |
| 1970        | (RCA 47-9791)                  | Kentucky Rain / My Little Friend                                                     |
| 1970        | (RCA 47-9835)                  | Wonder Of You / Mama Liked The Roses                                                 |
| 1970        | (RCA 47-9873)                  | I've Lost You / Next Step Is Love                                                    |
| 1970        | (RCA 47-9916)                  | You Don't Have To Say You Love Me / Patch It Up                                      |
| 1970        | (RCA 47-9960)                  | I Really Don’t Want to Know / There Goes My Everything                               |
| 1971        | (RCA 47-9980)                  | Rags To Riches / Where Did They Go Lord                                              |
| 1971        | (RCA 47-9985)                  | Life / Only Believe                                                                  |
| 1971        | (RCA 47-9998)                  | I’m Leavin’ / Heart Of Rome                                                          |
| 1971        | (RCA 48-1017)                  | It’s Only Love / Sound Of Your Cry                                                   |
| 1971        | (RCA 74-0572)                  | Merry Christmas Baby / O Come All Ye Faithful                                        |
| 1972        | (RCA 74-0619)                  | Until It’s Time For You To Go / We Can Make The Morning                              |
| 1972        | (RCA 74-0651)                  | He Touched Me / Bosom Of Abraham                                                     |
| 1972        | (RCA 74-0672)                  | An American Trilogy / First Time Ever I Saw Your Face                                |
| 1972        | (RCA 74-0769)                  | Burning Love / It's A Matter Of Time                                                 |
| 1972        | (RCA 74-0815)                  | Separate Ways / Always On My Mind                                                    |
| 1973        | (RCA 74-0910)                  | Steamroller Blues (from Aloha from Hawaii) / Fool                                    |
| 1973        | (RCA APBO 0088)                | Raised On Rock / For Ol’ Times Sake                                                  |
| 1974        | (RCA APBO 0196)                | I've Got A Thing About You Baby / Take Good Care Of Her                              |
| 1974        | (RCA APBO 0280)                | If You Talk In Your Sleep / Help Me                                                  |
| 1974        | (RCA PB 10074)                 | Promised Land / It’s Midnight                                                        |
| 1975        | (RCA PB 10191)                 | My Boy / Thinking About You                                                          |
| 1975        | (RCA PB 10278)                 | T-R-O-U-B-L-E / Mr Songman                                                           |
| 1975        | (RCA PB 10401)                 | Pieces Of My Life / Bringin' It Back                                                 |
| 1976        | (RCA PB 10601)                 | Hurt / For The Heart                                                                 |
| 1976        | (RCA PB 10857)                 | Moody Blue / She Thinks I Still Care                                                 |
| 1977        | (RCA PB 10998)                 | Way Down / Pledging My Love                                                          |
| 1977        | (RCA PB 11165)                 | My Way / America the Beautiful                                                       |

## Czwórki

### rok 1956
- Elvis Presley (RCA EPA 747)
  1. Blue Suede Shoes
  2. Tutti Frutti
  3. I Got a Woman
  4. Just Because
- Elvis Presley (2 Czwórki, RCA EPB 1254)
  1. Blue Suede Shoes
  2. I’m Counting On You
  3. I Got a Woman
  4. One Sided Love Affair
  5. Tutti Frutti
  6. Tryin’ To Get To You
  7. I’m Gonna Sit Right Down And Cry (Over You)
  8. I’ll Never Let You Go (Little Darlin')
- Heartbreak Hotel (RCA EPA 821)
  1. Heartbreak Hotel
  2. I Was The One
  3. Money Honey
  4. I Forgot To Remember To Forget
- Elvis Presley (RCA EPA 830)
  1. Shake Rattle And Roll
  2. I Love You Because
  3. Blue Moon
  4. Lawdy Miss Clawdy
- The Real Elvis (RCA EPA 940)
  1. Don’t Be Cruel
  2. I Want You I Need You I Love You
  3. Hound Dog
  4. My Baby Left Me
- Any Way You Want Me (RCA EPA 965)
  1. Any Way You Want Me
  2. I’m Left You're Right She’s Gone
  3. I Don’t Care if the Sun Don’t Shine
  4. Mystery Train
- Elvis Volume 1 (RCA EPA 992)
  1. Rip It Up
  2. Love Me
  3. When My Blue Moon Turn To Gold Again
  4. Paralyzed
- Love Me Tender (RCA EPA 4006)

| 1. | Love Me Tender   | 2:41  |
|    |                  |       |
| 2. | Let Me           | 2:08  |
|    |                  |       |
| 3. | Poor Boy         | 2:13  |
|    |                  |       |
| 4. | We're Gonna Move | 2:30  |
|    |                  |       |
|    |                  | 09:32 |
|    |                  |       |
- Elvis Volume 2 (RCA EPA 993)
  1. So Glad You're Mine
  2. Old Shep
  3. Ready Teddy
  4. Anyplace Is Paradise

### rok 1957
- Strictly Elvis (RCA EPA 994)
  1. Long Tall Sally
  2. First In Line
  3. How Do You Think I Feel
  4. How's The World Treating You
- Peace in the Valey (RCA EPA 4054)

| 1. | Peace In The Valley              | 3:22  |
|    |                                  |       |
| 2. | It's No Secret (What God Can Do) | 3:53  |
|    |                                  |       |
| 3. | I Believe                        | 2:05  |
|    |                                  |       |
| 4. | Take My Hand Precious Lord       | 3:16  |
|    |                                  |       |
|    |                                  | 12:36 |
|    |                                  |       |
- Just For You (RCA EPA 4041)
  1. I Need You So
  2. Have I Told You Lately That I Love You
  3. Blueberry Hill
  4. Is It So Strange
- Loving You, Volume 1 (RCA EPA 1 1515)

| 1. | Loving You | 2:12  |
|    |            |       |
| 2. | Party      | 1:26  |
|    |            |       |
| 3. | Teddy Bear | 1:45  |
|    |            |       |
| 4. | True Love  | 2:05  |
|    |            |       |
|    |            | 07:28 |
|    |            |       |
- Loving You, Volume 2 (RCA EPA 2 1515)

| 1. | Lonesome Cowboy           | 3:07  |
|    |                           |       |
| 2. | Hot Dog                   | 1:17  |
|    |                           |       |
| 3. | Mean Woman Blues          | 2:15  |
|    |                           |       |
| 4. | Got A Lot O' Livin' To Do | 2:31  |
|    |                           |       |
|    |                           | 09:10 |
|    |                           |       |
- Jailhouse Rock (RCA EPA 4114)

| 1. | Jailhouse Rock                 | 2:35  |
|    |                                |       |
| 2. | Young And Beautiful            | 2:02  |
|    |                                |       |
| 3. | I Want To Be Free **           | 2:12  |
|    |                                |       |
| 4. | Don’t Leave Me Now (Version 2) | 2:05  |
|    |                                |       |
| 5. | Baby I Don’t Care              | 1:51  |
|    |                                |       |
|    |                                | 10:45 |
|    |                                |       |
- Elvis Sings Christmas Songs (RCA EPA 4108)
  1. Santa Bring My Baby Back (To Me)
  2. Blue Christmas
  3. Santa Claus Is Back In Town
  4. I'll Be Home For Christmas

### rok 1958
- King Creole Volume 1 (RCA EPA 4319)
  1. King Creole
  2. New Orleans
  3. As Long As I Have You
  4. Lover Doll
- King Creole Volume 2 (RCA EPA 4321)
  1. Trouble
  2. Young Dreams
  3. Crawfish
  4. Dixieland Rock
- Elvis Sails (RCA EPA 4325)
  1. Press Interview with Elvis Presley
  2. Elvis Presley's Newsreel Interview: Pat Hernon Interviews Elvis
- Christmas with Elvis (RCA EPA 4340)
  1. White Christmas
  2. Here Comes Santa Claus (Right Down Santa Claus Lane)
  3. O' Little Town Of Bethlehem
  4. Silent Night

### rok 1959
- A Touch of Gold, Volume 1 (RCA EPA 5088)
  1. Hard Headed Woman
  2. Good Rockin’ Tonight
  3. Don't
  4. I Beg Of You
- A Touch of Gold, Volume 2 (RCA EPA 5101)
  1. Wear My Ring Around Your Neck
  2. Treat Me Nice
  3. One Night
  4. That’s All Right (Mama)

### rok 1960
- A Touch of Gold, Volume 3 (RCA EPA 5141)
  1. Too Much
  2. All Shook Up
  3. Don’t Ask Me Why
  4. Blue Moon Of Kentucky

### rok 1961
- Elvis by Request – Flaming Star (RCA LPC-128)

| 1. | Flaming Star               | 2:25  |
|    |                            |       |
| 2. | Summer Kisses Winter Tears | 2:17  |
|    |                            |       |
| 3. | Are You Lonesome Tonight   | 3:05  |
|    |                            |       |
| 4. | It’s Now or Never          | 3:15  |
|    |                            |       |
|    |                            | 11:02 |
|    |                            |       |

### rok 1962
- Follow That Dream (RCA EPA 4368)

| 1. | Follow That Dream         | 1:39  |
|    |                           |       |
| 2. | Angel                     | 2:39  |
|    |                           |       |
| 3. | What A Wonderful Life     | 2:27  |
|    |                           |       |
| 4. | I’m Not The Marrying Kind | 1:51  |
|    |                           |       |
|    |                           | 08:36 |
|    |                           |       |
- Kid Galahad (RCA EPA 4371)

| 1. | King of the Whole Wide World | 2:07  |
|    |                              |       |
| 2. | This Is Living               | 1:43  |
|    |                              |       |
| 3. | Riding The Rainbow           | 1:38  |
|    |                              |       |
| 4. | Home Is Where The Heart Is   | 1:50  |
|    |                              |       |
| 5. | I Got Lucky                  | 1:54  |
|    |                              |       |
| 6. | Whistling Tune               | 2:24  |
|    |                              |       |
|    |                              | 11:36 |
|    |                              |       |

### rok 1964
- Viva Las Vegas (RCA EPA 4382)

| 1. | If You Think I Don’t Need You | 2:07  |
|    |                               |       |
| 2. | I Need Somebody To Lean On    | 3:03  |
|    |                               |       |
| 3. | C’mon Everybody               | 2:21  |
|    |                               |       |
| 4. | Today Tomorrow And Forever    | 3:27  |
|    |                               |       |
|    |                               | 10:58 |
|    |                               |       |

### rok 1965
- Tickle Me (RCA EPA 4383)

| 1. | I Feel That I've Known You Forever | 1:39  |
|    |                                    |       |
| 2. | Slowly But Surely                  | 2:12  |
|    |                                    |       |
| 3. | Night Rider                        | 2:08  |
|    |                                    |       |
| 4. | Put The Blame On Me                | 1:57  |
|    |                                    |       |
| 5. | Dirty Dirty Feeling                | 1:35  |
|    |                                    |       |
|    |                                    | 09:31 |
|    |                                    |       |

### rok 1967
- Easy Come Ease Go (RCA EPA 4387)

| 1. | Easy Come Easy Go    | 2:07  |
|    |                      |       |
| 2. | Love Machine         | 2:51  |
|    |                      |       |
| 3. | Yoga Is As Yoga Does | 2:10  |
|    |                      |       |
| 4. | You Gotta Stop       | 2:20  |
|    |                      |       |
| 5. | Sing You Children    | 2:00  |
|    |                      |       |
| 6. | I'll Take Love       | 2:13  |
|    |                      |       |
|    |                      | 13:41 |
|    |                      |       |

## Oficjalne longplaye wydane za życia artysty
| Rok powstania | Tytuł albumu           | Numer katalogowy |
| ------------- | ---------------------- | ---------------- |
| 1956          | Elvis Presley          | RCA LPM 1254     |
| 1956          | Elvis                  | RCA LPM 1382     |
| 1957          | Loving You             | RCA LPM 1515     |
| 1957          | Elvis’ Christmas Album | RCA LOC 1035     |
| 1958          | Elvis’ Golden Records  | RCA LPM 1707     |
| 1958          | King Creole            | RCA LPM 1884     |

1959 For LP Fans Only (RCA LPM 1990)
- 1. That’s All Right
  2. Lawdy, Miss Clawdy
  3. Mystery Train
  4. Playing For Keeps
  5. Poor Boy
  6. My Baby Left Me
  7. I Was The One
  8. Shake, Rattle And Roll
  9. I’m Left, You're Right, She’s Gone
  10. You're Heartbreaker

1959 A Date With Elvis (RCA LPM 2011)
- 1. Blue Moon Of Kentucky
  2. Young And Beautiful
  3. Baby, I Don’t Care
  4. Milkcow Blues Boogie
  5. Baby, Let’s Play House
  6. Good Rocking Tonight
  7. Is It So Strange
  8. We're Gonna Move
  9. I Want To Be Free
  10. I Forget To Remember To Forgot

1959 50,000,000 Elvis Fans Can’t Be Wrong (Elvis’ Gold Records, Volume 2, RCA LPM 2075)
- 1. I Need Your Love Tonight
  2. Don't
  3. Wear My Ring Around Your Neck
  4. My Wish Came True
  5. I Got Stung
  6. One Night
  7. A Big Hunk O' Love
  8. I Beg Of You
  9. A Fool Such As I
  10. Doncha Think It’s Time

1960 Elvis Is Back! (RCA LSP / LPM 2231)
- 1. Make Me Know It
  2. Fever
  3. The Girl Of My Best Friend
  4. I Will Be Home Again
  5. Dirty, Dirty Feeling
  6. The Thrill Of Your Love
  7. Soldier Boy
  8. Such A Night
  9. It Feels So Right
  10. The Girl Next Door Went A Walking
  11. Like A Baby
  12. Reconsider Baby

1960 G.I. Blues (RCA LSP / LPM 2256)
- 1. Tonight Is So Right For Love
  2. What’s She Really Like
  3. Frankfurt Special
  4. Wooden Heart
  5. G.I. Blues
  6. Pocketful Of Rainbows
  7. Shoppin' Around
  8. Big Boots
  9. Didja' Ever
  10. Blue Suede Shoes
  11. Doin’ The Best I Can

1960 His Hand in Mine (RCA LSP / LPM 2328)
- 1. His Hand In Mine
  2. I’m Gonna Walk Dem Golden Stairs
  3. In My Fathers House
  4. Milky White Way
  5. Know Only Him
  6. I Believe In The Man In The Sky
  7. Joshua Fit The Battle
  8. Jesus Knows What I Need
  9. Swing Down Sweet Chariot
  10. Mansion Over The Hilltop
  11. If We Never Meet Again
  12. Working On The Building

1961 Something for Everybody (RCA LSP / LPM 2370)
- 1. There’s Always Me
  2. Give Me The Right
  3. It's A Sin
  4. Sentimental Me
  5. Starting Today
  6. Gently
  7. I’m Comin' Home
  8. In Your Arms
  9. Put The Blame On Me
  10. Judy
  11. I Want You With Me
  12. I Slipped, I Stumbled, I Fell

1961 Blue Hawaii (RCA LSP / LPM 2426)
- 1. Blue Hawaii
  2. Almost Always True
  3. Aloha-Oe
  4. No More
  5. Can’t Help Falling in Love
  6. Rock-A-Hula Baby
  7. Moonlight Swim
  8. Ku-U-I-Po (Hawaiian Sweetheart)
  9. Ito Eats
  10. Slicin' Sand
  11. Hawaiian Sunset
  12. Beach Boy Blues
  13. Island OfLove
  14. Hawaiian Wedding Song

1962 Pot Luck (RCA LSP / LPM 2523)
- 1. Kiss Me Quick
  2. Just For Old Time Sake
  3. Gonna Get Back Home Somehow
  4. (Such An) Easy Question
  5. Steppin’ Out Of Line
  6. I’m Yours
  7. Something Blue
  8. Suspicion
  9. I Feel That I've Known You Forever
  10. Night Rider
  11. Fountain Of Love
  12. That’s Someone You Never Forg

1962 Girls! Girls! Girls! (RCA LSP / LPM 2621)
- 1. Girls! Girls! Girls!
  2. I Don’t Wanna Be Tied
  3. Where Do You Come From
  4. I Don’t Want To
  5. We'll Be Together
  6. A Boy Like Me, A Girl Like You
  7. Earth Boy
  8. Return To Sender
  9. Because Of Love
  10. Thanks To The Rolling Sea
  11. Song of the Shrimps
  12. The Walls Have Ears
  13. We're Comin' In Loaded

1963 It Happened at the World’s Fair (RCA LSP / LPM 2697)
- 1. Beyond The Bend
  2. Relax
  3. Take Me To The Fair
  4. They Remind Me Too Much Of You
  5. One Broken Heart For Sale
  6. I’m Falling In Love Tonight
  7. Cotton Candy Land
  8. A World Of Our Qwn
  9. How Would You Like To Be
  10. Happy Ending

1963 Elvis’ Golden Records, Volume 3 (RCA LSP / LPM 2765)
- 1. It’s Now or Never
  2. Stuck On You
  3. Fame And Fortune
  4. I Gotta Know
  5. Surrender
  6. I Feel So Bad
  7. Are You Lonesome Tonight?
  8. (Marie’s The Name) His Latest Flame
  9. Little Sister
  10. Good Luck Charm
  11. Anything That’s Part Of You
  12. She’s Not You

1963 Fun in Acapulco (RCA LSP / LPM 2756)
- 1. Fun In Acapulco
  2. Vino, Dinero Y Amor
  3. Mexico
  4. El Toro
  5. Marguerita
  6. The Bullfighter Was A Lady
  7. (There’s) No Room To Rhumba In A Sports Car
  8. I Think I’m Gonna Like It Here
  9. Bossa Nova Baby
  10. You Can Say No In Acapulco
  11. Guadalajara
  12. Love Me Tonight
  13. Slowly, But Surely

1964 Kissin’ Cousins (RCA LSP / LPM 2894)
- 1. Kissin’ Cousins (No.2)
  2. Smokey Mountain Boy
  3. There’s Gold In The Mountains
  4. One Boy, Two Little Girls
  5. Catchin' On Fast
  6. Tender Feeling
  7. Anyone (Could Fall In Love With You)
  8. Barefoot Ballad
  9. Once Is Enough
  10. Kissin’ Cousins
  11. Echoes Of Love
  12. (It's A) Long Lonely Highway

1964 Roustabout (RCA LSP / LPM 2999)
- 1. Roustabout
  2. Little Egypt
  3. Poison Ivy League
  4. Hard Knocks
  5. It's A Wonderful World
  6. Big Love
  7. One Track Heart
  8. It's Carnival Time
  9. Carny Town
  10. There’s A Brand New Day On The Horizon
  11. Wheels On My Heels

1965 Girl Happy (RCA LSP / LPM 3338)
- 1. Girl Happy
  2. Spring Fever
  3. Fort Lauderdale Chamber Of Commerce
  4. Startin’ Tonight
  5. Wolf Call
  6. Do Not Disturb
  7. Cross My Heart And Hope To Die
  8. The Meanest Girl In Town
  9. Do The Clam
  10. Puppet On A String
  11. I've Got To Find My Baby
  12. You'll Be Gone

1965 Elvis for Everyone (RCA LSP / LPM 3450)
- 1. Your Cheatin’ Heart
  2. Summer Kisses, Winter Tears
  3. Finders Keepers, Losers Weepers
  4. In My Way
  5. Tommorrow Night
  6. Memphis, Tennessee
  7. For The Millionth And The Last Time
  8. Forget Me Never
  9. Sound Advice
  10. Santa Lucia
  11. I Met Her Today
  12. When It Rains, It Really Pours

1965 Harum Scarum (RCA LSP / LPM 3468)
- 1. Harem Holiday
  2. My Desert Sereande
  3. Go East Young Man
  4. Mirage
  5. Kismet
  6. Shake That Tambourine
  7. Hey, Little Girl
  8. Golden Coins
  9. So Close, Yet So Far
  10. Animal Instinct
  11. Wisdom of the Ages

1966 Frankie & Johnny (RCA LSP / LPM 3553)
- 1. Frankie And Johnny
  2. Come Along
  3. Petunia, The Gardener's Daughter
  4. Chesay
  5. What Every Woman Lives For
  6. Look Out Broadway
  7. Beginners Luck
  8. Down By The Riverside / When The Saints Go Marching In
  9. Shout It Out
  10. Hard Luck
  11. Please Don’t Stop Loving Me
  12. Everybody Come Aboard

1966 Paradise, Hawaiian Style (RCA LSP / LPM 3643)
- 1. Paradise Hawaiian Style
  2. Queenie Wahine's Papaya
  3. Scratch My Back
  4. Drums of the Islands
  5. Datin'
  6. A Dog's Life
  7. House Of Sand
  8. Stop Where You Are
  9. This Is My Heaven
  10. Sand Castle

1966 Spinout (RCA LSP / LPM 3702)
- 1. Stop, Look And Listen
  2. Adam And Eve
  3. All That I Am
  4. Never Say Yes
  5. Am I Ready
  6. Beach Shark
  7. Spinout
  8. Smorgasboard
  9. I’ll be back
  10. Tomorrow Is A Long Time
  11. Down In The Alley
  12. I’ll Remember You

1967 How Great Thou Art (As Sung by Elvis, RCA LSP/LPM-3758)
- 1. How Great Thou Art
  2. In The Garden
  3. Something Bigger
  4. Father Along
  5. Stand By Me
  6. Without Him
  7. So High
  8. Where Could I Got But To The Lord
  9. By And By
  10. If The Lord Wasn't Walking By My Side
  11. Run On
  12. Where No One Stands Alone
  13. Crying In The Chapel

1967 Double Trouble (RCA LSP/LPM-3787)
- 1. Double Trouble
  2. Baby, If You'll Give Me All Of Your Love
  3. Could I Fall In Love
  4. Long-Legged Girl
  5. City By Night
  6. Old MacDonald
  7. I Love Only One Girl
  8. There Is So Much World To See
  9. It Won't be Long
  10. Never Ending
  11. Blue River
  12. What Now, What Next, Where To

1967 Clambake (RCA LSP/LPM-3893)
- 1. Guitar Man
  2. Clambake
  3. Who Needs Money?
  4. A House That Has Everything
  5. Confidence
  6. Hey, Hey, Hey
  7. You Don’t Know Me
  8. The Girl I Never Loved
  9. How Can You Loose What You Never Had
  10. Big Boss Man
  11. Singing Tree
  12. Just Call Me Lonesome

1968 Elvis Golden Records Volume 4 (RCA LSP/LPM-3921)
- 1. Love Letters
  2. Witchcraft
  3. It Hurts Me
  4. What’d I Say
  5. Please Don't Drag That String Around
  6. Indescribably Blue
  7. (You're The) Devil In Disguise
  8. Lonely Man
  9. A Mess Of Blues
  10. Ask Me
  11. Ain’t That Loving You Baby
  12. Just Tell Her Jim Said Hello

1968 Speedway (RCA LSP/LPM-3989)
- 1. Speedway
  2. There Ain’t Nothing Like A Song
  3. Your Time Hasn't Come Yet Baby
  4. Who Are You
  5. He’s Your Uncle, Not Your Dad
  6. Let Yourself Go
  7. Your Groovy Self
  8. Five Sleepy Heads
  9. Western Union
  10. Mine
  11. Goin’ Home
  12. Suppose

1968 Singer Presents Elvis Singing Flaming Star and Others (RCA PRS-279)
- 1. Flaming Star
  2. Wonderful World
  3. Night Life
  4. All I Need Was The Rain
  5. Too Much Monkey Business
  6. Yellow Rose Of Texas / The Eyes Of Texas
  7. She’s A Machine
  8. Do The Vega
  9. Tiger Man

1968 Elvis – NBC – TV Special (RCA LPM-4088)
- 1. Trouble
  2. Guitar Man
  3. Lawdy, Miss Clawdy
  4. Baby What You Want Me To Do
  5. Dialogue
  6. Heartbreak Hotel
  7. Hound Dog
  8. All Shook Up
  9. Can’t Help Falling in Love
  10. Jailhouse Rock
  11. Love Me Tender
  12. Where Could I Go But To The Lord
  13. Up Above My Head
  14. Saved
  15. Dialogue
  16. Blue Christmas
  17. One Night
  18. Memories
  19. Nothingville
  20. Dialogue
  21. Big Boss Man
  22. Guitar Man
  23. Little Egypt
  24. Trouble
  25. Guitar Man
  26. If I Can Dream

1969 From Elvis in Memphis (RCA LSP 4155)
- 1. Wearin' That Loved On Look
  2. Only The Strong Survive
  3. I'll Hold You In My Arms
  4. Long Black Limousine
  5. It Keeps Right On A-Hurtin'
  6. I’m Movin’ On
  7. Power Of My Love
  8. Gentle on My Mind
  9. After Loving You
  10. True Love Travels On A Gravel Road
  11. Any Day Now
  12. In the Ghetto

1969 From Memphis to Vegas/From Vegas to Memphis (RCA LSP 6020)
"From Memphis To Vegas”,"ELVIS IN PERSON AT THE INTERNATIONAL HOTEL”
- 1. Blue Suede Shoes
  2. Johnny B. Goode
  3. All Shook Up
  4. Are You Lonesome Tonight?
  5. Hound Dog
  6. I Can’t Stop Loving You
  7. My Babe
  8. Mystery Train / Tiger Man
  9. Words
  10. In The Ghetto
  11. Suspicious Minds
  12. Can’t Help Faling In Love

"From Vegas To Memphis”,"BACK IN MEMPHIS”
- 1. Inherit The Wind
  2. This Is The Story
  3. Stranger In My Own Home Town
  4. A Little Bit Of Green
  5. And The Grass Won't Pay No Mind
  6. Do You Know Who I Am
  7. From A Jack To A King
  8. The Fair's Moving On
  9. You'll Think Of Me
  10. Without Love (There Is Nothing)

1970 Let's Be Friends (RCA Camden CAS 2408)
- 1. Stay Away Joe
  2. I’m A Fool
  3. Let's Be Friends
  4. Let's Forget About The Stars
  5. Mama
  6. I’ll Be There
  7. Almost
  8. Change Of Habit
  9. Have A Happy

1970 On Stage – February 1970 (RCA LSP 4362)
- 1. See See Rider
  2. Release Me
  3. Sweet Caroline
  4. Runaway
  5. The Wonder Of You
  6. Polk Salad Annie
  7. Yesterday
  8. Proud Mary
  9. Walk A Mile In My Shoes
  10. Let It Be Me

1970 Worldwide 50 Golden Awards Hits, Volume 1 (RCA LPM 6401)
- 1. Heartbreak Hotel
  2. I Was The One
  3. I Want You, I Need You, I Love You
  4. Don’t Be Cruel
  5. Hound Dog
  6. Love Me Tender
  7. Anyway You Want Me
  8. Too Much
  9. Playing For Keeps
  10. All Shook Up
  11. That’s When Your Heartaches Begin
  12. Loving You
  13. (Let Me Be Your) Teddy Bear
  14. Jailhouse Rock
  15. Treat Me Nice
  16. I Beg Of You
  17. Don't
  18. Wear My Ring Around Your Neck
  19. Hard Headed Woman
  20. I Got Stung
  21. (Now And There’s) A Fool Such As I
  22. A Big Hunk O' Love
  23. Stuck On You
  24. A Mess Of Blues
  25. It’s Now or Never
  26. I Gotta Know
  27. Are You Lonesome Tonight
  28. Surrender
  29. I Feel So Bad
  30. Little Sister
  31. Can’t Help Falling in Love
  32. Rock-A-Hula Baby
  33. Anything That’s Part Of You
  34. Good Luck Charm
  35. She’s Not You
  36. Return To Sender
  37. Where Do You Come From
  38. One broken Heart For Sale
  39. (You're The) Devil In Disguise
  40. Bossa Nova Baby
  41. Kissin Cousins
  42. Viva Las Vegas
  43. Ain’t That Loving You Baby
  44. Wooden Heart
  45. Crying In The Chapel
  46. If I Can Dream
  47. In The Ghetto
  48. Suspicous Minds
  49. Don’t Cry Daddy
  50. Kentucky Rain
  51. Excerpts From „Elvis Sails” Interview

1970 Almost in Love (RCA Camden CAS 2440)
- 1. Almost In Love
  2. Long Legged Girl
  3. Edge Of Reality
  4. My Little Girl
  5. A Little Less Conversation
  6. Rubberneckin
  7. Clean Up Your Own Back Yard
  8. US Male
  9. Charro
  10. Stay Away Joe

1970 Elvis Christmas Album (RCA Camden CAL 2428)
- 1. Blue Christmas
  2. Silent Night
  3. White Christmas
  4. Santa Claus Is Back In Town
  5. I'll Be Home For Christmas
  6. If Every Day Was Like Christmas
  7. Here Comes Santa Claus
  8. O Little Town Of Bethlehem
  9. Santa, Bring My Baby Back
  10. Mama Liked The Roses

1970 In Person At The International Hotel, Las Vegas, Nevada (RCA LSP 4428)
- 1. Blue Suede Shoes
  2. Johnny B. Goode
  3. All Shook Up
  4. Are You Lonesome Tonight?
  5. Hound Dog
  6. I Can’t Stop Loving You
  7. My Babe
  8. Mystery Train / Tiger Man
  9. Words
  10. In The Ghetto
  11. Suspicious Minds
  12. Can’t Help Falling in Love

1970 Back in Memphis (RCA LSP 4429)
- 1. Inherit The Wind
  2. This is The Story
  3. Stranger In My Own Home Town
  4. A Little Bit Of Green
  5. And The Grass Won't Pay No Mind
  6. Do You Know Who I Am
  7. From A Jack To a King
  8. The Fair's Moving On
  9. You'll Think Of Me
  10. Without Love (There Is Nothing)

1970 Elvis – That’s the Way It Is (RCA LSP 4445)
- 1. I Just Can’t Help Believin
  2. Twenty Days And Twenty Nights
  3. How The Web Was Woven
  4. Patch It Up
  5. Mary In The Morning
  6. You Don't Have To Say You Love Me
  7. You've Lost That Lovin' Feeling
  8. I've Lost You
  9. Just Pretend
  10. Stranger In The Crowd
  11. The Next Step Is Love
  12. Bridge Over Troubled Water

1971 Elvis Country, I’m 10,000 Years Old (RCA LSP 4460)
- 1. Snowbird
  2. Tomorrow Never Comes
  3. Little Cabin On The Hill
  4. Whole Lotta Shakin’ Goin’ On
  5. Funny How Times Slips Away
  6. I Really Don’t Want to Know
  7. There Goes My Everything
  8. It's Your Baby, You Rock It
  9. The Fool
  10. Faded Love
  11. I Washed My Hands In Muddy Water
  12. Make The World Go Away

1971 You’ll Never Walk Alone (RCA Camden CALX 2472)
- 1. You’ll Never Walk Alone
  2. Who Am I?
  3. Let Us Pray
  4. (There’ll  Be) Peace In The Valley
  5. We Call On Him
  6. I Believe
  7. It Is No Secret (What God Can Do)
  8. Sing You Children
  9. Take My Hand, Precious Lord

1971 Love Letters from Elvis (RCA LSP 4530)
- 1. Love Letters
  2. When I’m Over You
  3. If I Where You
  4. Got My Moyo Working
  5. Heart Of Rome
  6. Only Believe
  7. This Is Our Dance
  8. Cindy, Cindy
  9. I'll Never Know
  10. It Ain’t No Big Thing (But It's Growing)
  11. Life

1971 C’mon Everybody (RCA Camden CAL 2518)
- 1. C’mon Everybody
  2. Angel
  3. Easy Come, Easy Go
  4. A Whistling Tune
  5. Follow That Dream
  6. King of the Whole Wide World
  7. I'll Take Love
  8. Today, Tommorrow And Forever
  9. I’m Not The Marrying Kind
  10. This Is Living

1971 The Other Sides – Worldwide Gold Awards Hits, Volume 2 (RCA LPM 6402)
- 1. Puppet On A String
  2. Witchcraft
  3. Trouble
  4. Poor Boy
  5. I Want To Be Free
  6. Doncha' Think It’s Time
  7. Young Dreams
  8. The Next Step Is Love
  9. You Don't Have To Say You Love Me
  10. Paralyzed
  11. My Wish Came True
  12. When My Blue Moon Turns To Gold Again
  13. Lonesome Cowboy
  14. My Baby Left Me
  15. It Hurts Me
  16. I Need Your Love Tonight
  17. Tell Me Why
  18. Please Don't Drag That String Around
  19. Young And Beautiful
  20. Hot Dog
  21. New Orleans
  22. We're Gonna Move
  23. Crawfish
  24. King Creole
  25. I Believe In The Man In The Sky
  26. Dixieland Rock
  27. The Wonder Of You
  28. They Remind Me Too Much Of You
  29. Mean Woman Blues
  30. Lonely Man
  31. Any Day Now
  32. Don’t Ask Me Why
  33. (Marie’s The Name) His Latest Flame
  34. I Really Don’t Want to Know
  35. (You’re So Square) Baby I Don’t Care
  36. I've Lost You
  37. Let Me
  38. Love Me
  39. Got A Lot O' Livin' To Do
  40. Fame And Fortune
  41. Rip It Up
  42. There Goes My Everything
  43. Lover Doll
  44. One Night
  45. Just Tell Her Jim Said Hello
  46. Ask Me
  47. Patch It Up
  48. As Long As I Have You
  49. You'll Think Of Me
  50. Wild In The Country

1971 I Got Lucky (RCA Camden CAL 2533)
- 1. I Got Lucky
  2. What A Wonderful World
  3. I Need Somebody To Lean On
  4. Yoga Is As Yoga Does
  5. Riding The Rainbow
  6. Fools Fall In Love
  7. The Love Machine
  8. Home Is Where The Heart Is
  9. You Gotta Stop
  10. If You Think I Don’t Need You

1971 Elvis Sings The Wonderful World of Christmas (RCA LSP 4579)
- 1. O Come, All Ye Faithful
  2. The First Noel
  3. On A Snowy Christmas Night
  4. Winter Wonderland
  5. The Wonderful World Of Christmas
  6. It Won't Seem Like Christmas (Without You)
  7. I'll Be Home For Christmas Day
  8. I'll Get Home On Christmas Day
  9. Holly Leaves And Christmas Trees
  10. Merry Christmas, Baby
  11. Silver Bells

1972 Elvis Now (RCA LSP 4671)
- 1. Help Me Make It Through The Night
  2. Mircale of the Rosary
  3. Hey Jude
  4. Put Your Hand In The Hand
  5. Until It’s Time For You To Go
  6. We Can Make The Morning
  7. Early Mornin' Rain
  8. Sylvia
  9. Fools Rush In
  10. I Was Born About Ten Thousand Years Ago

1972 He Touched Me (RCA LSP 4690)
- 1. He Touched Me
  2. I've Got Confidence
  3. Amazing Grace
  4. Seeing Is Believing
  5. He Is My Everything
  6. Bosom Of Abraham
  7. An Evening Prayer
  8. Lead Me, Guide Me
  9. There Is No God But God
  10. A Thing Called Love
  11. I, John
  12. Reach Out To Jesus

1972 Elvis as Recorded at Madison Square Garden (RCA LSP 4776)
- 1. Introduction: Also Sprach Zarathustra
  2. That’s All Right (Mama)
  3. Proud Mary
  4. Never Been to Spain
  5. You Don't Have To Say You Love Me
  6. You Lost That Lovin'Feelin'
  7. Polk Salad Annie
  8. Love Me
  9. All Shook Up
  10. Heartbreak Hotel
  11. Medley: (Let Me Be Your) Teddy Bear, Don’t Be Cruel
  12. Love Me Tender
  13. Impossible Dream
  14. Introduction By Elvis
  15. Hound Dog
  16. Suspicious Minds
  17. For the Good Times
  18. American Trilogy
  19. Funny How Times Slips Away
  20. I Can’t Stop Loving You
  21. Can’t Help Falling in Love
  22. End Theme

1972 Elvis Sings Hits From His Movies, Volume 1 (RCA Camden CAS 2567)
- 1. Down By the Riverside / When The Saints Go Marching In
  2. They Remind Me Too Much Of You
  3. Confidence
  4. Frankie And Johnny
  5. Guitar Man
  6. Long Legged Girl (With The Short Dress On)
  7. You Don’t Know Me
  8. How Would You Like To Be
  9. Big Boss Man
  10. Old MacDonald

1972 Burning Love And Hits From His Movies, Volume 2 (RCA Camden CAS 2595)
- 1. Burning Love
  2. Tender Feeling
  3. Am I Ready
  4. Tonight Is So Right For Love
  5. Guadalajara
  6. It's A Matter Of Time
  7. No More
  8. Santa Lucia
  9. We'll Be Together
  10. I Love Only One Girl

1973 Separate Ways (RCA Camden CAS 2611)
- 1. Separate Ways
  2. Sentimental Me
  3. In My Way
  4. I Met Her Today
  5. What Now, What Next, Where To
  6. Always On My Mind
  7. I Slipped, I Stumbled, I Fell
  8. Is It So Strange
  9. Forget Me Never
  10. Old Shep

1973 Aloha from Hawaii Via Satellite (RCA VPSX 6089)
- 1. Introduction/Also Sprach Zarathustra
  2. See See Raider
  3. Burning Love
  4. Something
  5. You Gave Me a Mountain
  6. Steamroller Blues
  7. My Way
  8. Love Me
  9. Johnny B. Goode
  10. It’s Over
  11. Blue Seude Shoes
  12. I’m So Lonesome I Could Cry
  13. What Now My Love
  14. Fever
  15. Welcome To My World
  16. Suspicicous Minds
  17. Introductions By Elvis
  18. I’ll Remember You
  19. Medley: Long Tall Sally, Whole Lotta Shakin’ Goin’ On
  20. American Trilogy
  21. A Big Hunk O' Love
  22. Can’t Help Falling in Love
  23. Closing Vamp

1973 Almost In Love (RCA Camden CAS 2440)
- 1. Almost In Love
  2. Long Legged Girl
  3. Edge Of Reality
  4. My Little Friend
  5. A Little Less Conversation
  6. Rubberneckin'
  7. Clean Up Your Own Backyard
  8. U.S. Male
  9. Charro
  10. Stay Away

1973 Elvis (RCA APL 1 0283)
- 1. Fool
  2. Where Do I Go From Here
  3. Love Me, Love The Life I Lead
  4. It's Still Here
  5. It’s Impossible
  6. For Lovin' Me
  7. Padre
  8. I'll Take You Home Again, Kathleen
  9. I Will Be True
  10. Don’t Think Twice, It’s All Right

1973 Raised on Rock/For Ol’ Times Sake (RCA APL 1 0388)
- 1. Raised On Rock
  2. Are You Sincere
  3. Find Out What’s Happening
  4. I Miss You
  5. Girl Of Mine
  6. For Ol' Time Sake
  7. If You Don't Come Back
  8. Just A Little Bit
  9. Sweet Angeline
  10. Three Corn Patches

1974 Elvis – A Legendary Performer, Volume 1 (RCA CPL 1 0341)
- 1. That’s All Right (Mama)
  2. I Love You Because
  3. Heartbreak Hotel
  4. Excerpt From „Elvis Sails”
  5. Don’t Be Cruel
  6. Love Me
  7. Trying To Get To You
  8. Love Me Tender
  9. (There’ll  Be) Peace In The Valley (For Me)
  10. Excerpts From „Elvis Sails”
  11. (Now And Then There’s) A Fool Such As I
  12. Tonight’s All Right For Love
  13. Are You Lonesome Tonight?
  14. Can’t Help Falling in Love

1974 Good Times (RCA CPL 1 0475)
- 1. Take Good Care Of Her
  2. Loving Arms
  3. I Got a Feelin’ in My Body
  4. If That Isn't Love
  5. She Wears My Ring
  6. I've Got A Thing About You Baby
  7. My Boy
  8. Spanish Eyes
  9. Talk About The Good Times
  10. Good Times Charlie’s Got The Blues

1974 Elvis Recorded Live on Stage in Memphis (RCA CPL 1 0606)
- 1. See See Rider
  2. I Got a Woman
  3. Love Me
  4. Trying To Get To You
  5. MEDLEY: Long Tall Sally; Whole Lotta Shakin Goin On; Your Mama Don’t Dance; Flip, Flop And Fly; Jailhouse Rock; Hound Dog
  6. Why Me Lord
  7. How Great Thou Art
  8. Blueberry Hill
  9. I Can’t Stop Loving You
  10. Help Me
  11. An American Trilogy
  12. Let Me Be There
  13. My Baby Left Me
  14. Lawdy, Miss Clawdy
  15. Can’t Help Falling in Love
  16. Closing Vamp

1974 Having Fun With Elvis On Stage (RCA CPM 1 0818)
1975 Promised Land (RCA APL 1 0873)
- 1. Promised Land
  2. There’s A Honky Tonk Angel (Who'll Take Me Back In)
  3. Help Me
  4. Mr. Songman
  5. Love Song of the Year
  6. It’s Midnight
  7. Your Love’s Been A Long Time Coming
  8. If You Talk In Your Sleep
  9. Thinking About You
  10. You Ask Me To

1975 Pure Gold (RCA ANL 1 0971)
- 1. Kentucky Rain
  2. Fever
  3. It’s Impossible
  4. Jailhouse Rock
  5. Don’t Be Cruel
  6. I Got a Woman
  7. All Shook Up
  8. Loving You
  9. In the Ghetto
  10. Love Me Tender

1975 Elvis Today (RCA APL 1 1039)
- 1. T-R-O-U-B-L-E
  2. And I Love You So
  3. Susan When She Tried
  4. Woman Without Love
  5. Shake A Hand
  6. Pieces Of My Life
  7. Fairytale
  8. I Can Help
  9. Bringing It Back
  10. Green Green Grass Of Home

1975 Double Dynamite (Pickwick DL2 5001)
- 1. Burning Love
  2. I’ll Be There
  3. Fools Fall In Love
  4. Follow That Dream
  5. You’ll Never Walk Alone
  6. Flaming Star
  7. Yellow Rose Of Texas / Eyes Of Texas
  8. Old Shep
  9. Mama
  10. Rubberneckin'
  11. US Male
  12. Frankie and Johnny
  13. If You Think I Don’t Need You
  14. Easy Come Easy Go
  15. Separate Ways
  16. Peace In The Valley
  17. Big Boss Man
  18. It's A Matter Of Time

1976 Elvis – A Legendary Performer, Volume 2 (RCA CPL 1 1349)
- 1. Harbour Lights
  2. Interview With Elvis – Jay Thompson, Wichita Falls, Texas, April 10, 1956
  3. I Want You, I Need You, I Love You
  4. Blue Christmas
  5. Jailhouse Rock
  6. It’s Now or Never
  7. A Cane And A High Starched Collar
  8. Presentation Of Awards To Elvis – Pearl Harbor, Hawaii, March 25, 1961
  9. Blue Hawaii
  10. Such A Night
  11. Baby, What You Want Me To Do
  12. How Great Thou Art

1976 The Sun Sessions (RCA APM 1 1675)
- 1. That’s All Right
  2. Blue Moon Of Kentucky
  3. I Don’t Care if the Sun Don’t Shine
  4. Good Rockin’ Tonight
  5. Milkcow Blues Boogie
  6. You're A Heartbreaker
  7. I’m Left, You're Right, She’s Gone
  8. Baby, Let’s Play House
  9. Mystery Train
  10. I Forget To Remember To Forget
  11. I’ll Never Let You Go (Little Darlin')
  12. I Love You Because
  13. Trying To Get To You
  14. Blue Moon
  15. Just Because
  16. I Love You Because (2nd version)

1976 From Elvis Presley Boulevard, Memphis, Tennessee (RCA APL 1 1506)
- 1. Hurt
  2. Never Again 
  3. Blue Eyes Crying In The Rain
  4. Danny Boy
  5. The Last Farewell
  6. For The Heart
  7. Bitter They Are, Harder They Fall
  8. Solitaire
  9. Love Coming Down
  10. I'll Never Fall In Love Again

1977 Welcome to My World (RCA APL 1 2274)
- 1. Welcome To My World
  2. Help Me Make It Through The Night
  3. Release Me
  4. I Really Don’t Want to Know
  5. For the Good Times
  6. Make The World Go Away
  7. Gentle on My Mind
  8. I’m So Lonesome I Could Cry
  9. Your Cheatin’ Heart
  10. I Can’t Stop Loving You

1977 Moody Blue (RCA AFL 1 2428)
- 1. Unchained Melody
  2. If You Love Me
  3. Little Darlin'
  4. He'll Have To Go
  5. Let Me Be There
  6. Way Down
  7. Pledging My Love
  8. Moody Blue
  9. She Thinks I Still Care
  10. It's Easy For You

## Płyty wydane po śmierci artysty
- 1977 Elvis in Concert [live](RCA APL 2 2587)
- 1977 Elvis Story [5 LP] (RCA DML-5-0263)
- 1977 His Songs of Inspiration (RCA DML-1-0264)
- 1978 He Walks Beside Me (RCA AFL 1 2772)
- 1978 Elvis Sings for Children and Grownups Too! (RCA CPL 1 2901)
- 1978 Mahalo from Elvis (Pickwick ACL 1 7064)
- 1978 Canadian Tribute (RCA KKL 1 7065)
- 1978 From Elvis With Love[2 LP] (R-234340)
- 1978 Legendary Concert Performances [2 LP] (R-244047)
- 1978 Country Memories [2 LP] (R-244069)
- 1978 Memories of Elvis [5 LP] (DML-5-0347)
- 1978 The Greatest Show On Earth (DML-1-0348)
- 1978 Elvis Commemorative Album [2 LP] (DPL-2-0056(e))
- 1978 Elvis, A Legendary Performer Volume 3 (RCA CPL 1 3082)
- 1979 Our Memories of Elvis (AQL -1-3279)
- 1979 Our Memories of Elvis, Volume 2 (AQL-1-3448)
- 1979 Legendary Recordings of Elvis Presley [6 LP] (DML-6-0412)
- 1979 Elvis! His Greatest Hits [8 LP] (RD4A-010)
- 1980 This is Elvis [2 LP] (CPL-2-4031)
- 1980 Elvis Aron Presley [8 LP] (CPL-8-3699)
- 1980 Legendary Magic of Elvis Presley (DVL-1-0461)
- 1981 Guitar Man (AAL-1-3917)
- 1981 Elvis’ Greatest Hits, Volume 1 (AHL-1-2347)
- 1982 Double Dynamite [2 LP] (PDL-2-1010)
- 1982 Memories of Christmas (CPL-1-4395)
- 1982 The Elvis Medley (AHL-1-4530)
- 1983 I Was The One (AHL-1-4678)
- 1983 Elvis, A Legendary Performer Volume 4 (CPL-1-4848)
- 1983 Remembering [2 LP] (PDL-2-1037)
- 1984 Elvis’ Gold Records, Volume 5 (AFL-1-4941)
- 1984 Elvis Presley Collection [3 LP] (DML-3-0632)
- 1984 Golden Celebration [6 LP] (CPM-6-5172)
- 1984 Rocker (AFM/PCD-1-5182)
- 1984 Merry Christmas (PCD-1-5301)
- 1985 A Valentine Gift for You (AFL-1-5353)
- 1985 Reconsider Baby (AFL/PCD-1-5418)
- 1985 Always On My Mind (AFL-1-5430)
- 1986 His Songs of Faith and Inspiration [2 LP] (DVL-2-0728)
- 1986 Return of The Rocker (5600-1-R / -2-R)
- 1986 Legend Lives On [7 LP] (RBA-191/A)
- 1987 The Memphis Record (6221-1-R/2-R)
- 1987 Elvis Talks! (6313-11-R)
- 1987 The Number One Hits (6382-1-R/2-R)
- 1987 The Top Ten Hits [2 LP] (6383-1-R)
- 1987 The Complete Sun Sessions [LP]/The Sun Session [CD] (6414-1-R/2-R)
- 1987 Great Hits of 1956-57 (RBA-072/D)
- 1987 Elvis Aron Presley Forever. Special Products (PDL/PDC2-1185)
- 1988 Essential Elvis Presley (The First Movies, 6738-1-R/2-R)
- 1988 Good Rockin’ Tonight [2 LP] (SVL/C-2-082)
- 1988 Elvis Country (6330-2-R)
- 1988 Elvis in Neshville (1956-1971, 8468-1/2-R)
- 1989 Essential Elvis, Volume 2 (Stereo'57, 9589-1/2-R)
- 1989 Elvis Gospel 1957-1971 „Know Only To Him” (9586-1/2-R)
- 1989 Christmas Classics (9801-2-R)
- 1989 An Elvis Double Feature: „Speedway/Clambake” (PCD2-1250)
- 1990 The Million Dollar Quartet (2023-1/2-R)
- 1990 The Great Performances (2227-1/2-R)
- 1990 Heartbreak Hotel, Hound Dog & Other Top Ten Hits (2079-2-R)
- 2002 Fun in Acapulco
- 2002 Everything About Elvis With Book
- 2002 One Night in Alabama [live]
- 2002 Maybellene
- 2002 His Best Friend Remembers [Video/DVD]
- 2002 Roots Revolution
- 2002 Louisiana 55 [live]
- 2003 Elvis at the International [live]
- 2003 Live at the Louisiana Hayride
- 2003 2nd to None
- 2005 The First Hits
- 2008 Christmas Duets[potrzebny przypis]